# ウィリアム・ナッソー・ド・ザイレステイン (第4代ロッチフォード伯爵)

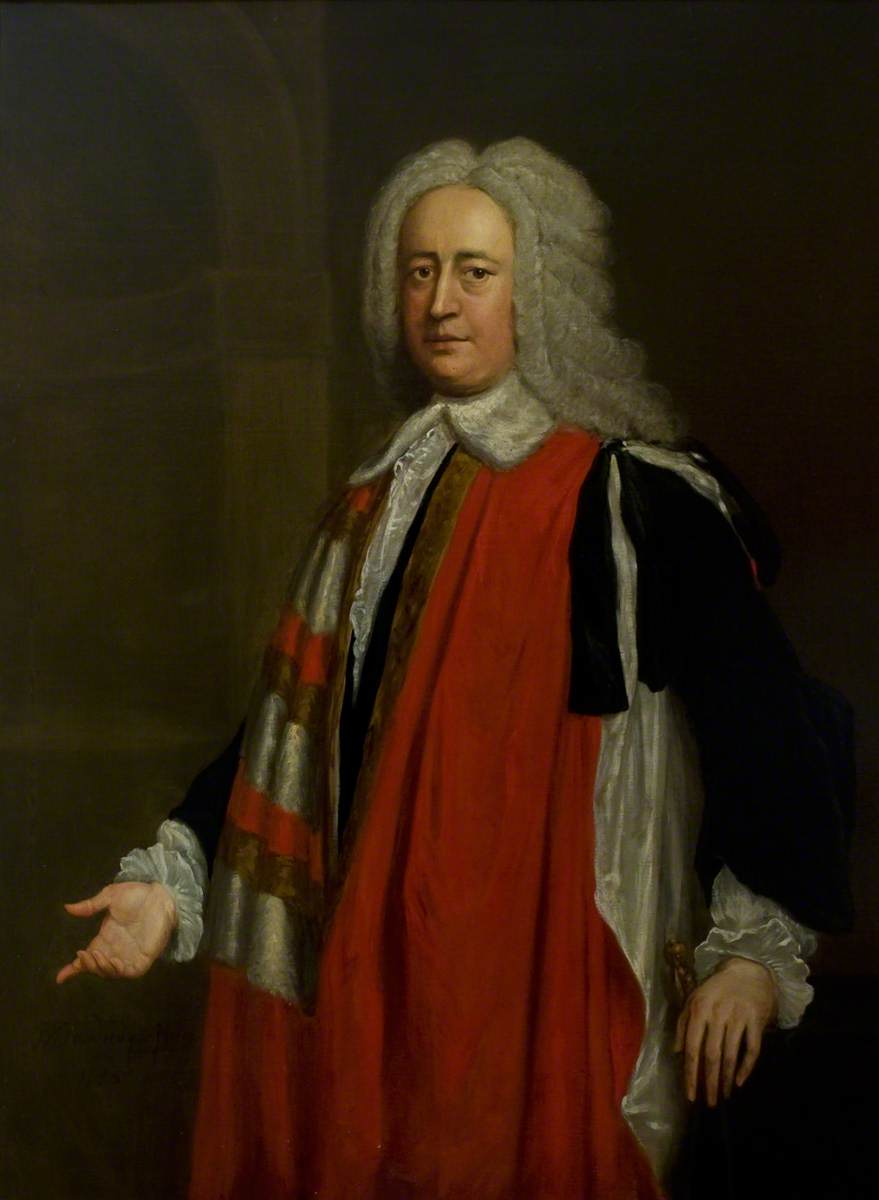
第4次ロッチフォード伯爵 ウィリアム・ナッソー・ド・ザイレステイン

第4代ロッチフォード伯爵ウィリアム・ヘンリー・ナッソー・ド・ザイレステイン（英語: William Henry Nassau de Zuylestein, 4th Earl of Rochford KG PC、1717年9月17日 – 1781年9月28日）は、グレートブリテン王国の貴族、政治家。在スペイン大使（1763年 – 1766年）、在フランス大使（1766年 – 1768年）を務めた後、アメリカ独立戦争直前の時期に北部担当国務大臣（1768年 – 1770年）と南部担当国務大臣（1770年 – 1775年）を務めた。1738年までタンブリッジ子爵の儀礼称号を使用した。

## 生涯

### 生い立ち

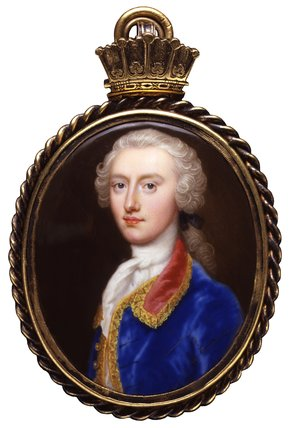
クリスティアン・フリードリヒ・ツィンケによる肖像画、1740年代。

祖父はウィリアム3世の従兄で腹心だった初代ロッチフォード伯爵ウィレム・ファン・ナッサウ・ザイレステイン。その次男の第3代ロッチフォード伯爵フレデリック・ナッソー・ド・ザイレステインとベッシー・サヴェージ（Bessy Savage、1699年頃 – 1746年6月23日、第4代リヴァーズ伯爵リチャード・サヴェージの庶出の娘）の息子として、1717年9月17日にセント・オシス・プライアリーで生まれた。1725年から1732年までイートン・カレッジで教育を受けた後、スイスで数年間過ごし、流暢なフランス語を話すようになった。その後、1738年に国王ジョージ2世の寝室侍従に任命された。同年6月14日に父が死去すると、ロッチフォード伯爵位を継承した。1741年4月に叔父ヘンリーが生涯未婚のまま死去すると、イーストンでの領地を継承した。

### 在サルデーニャ公使

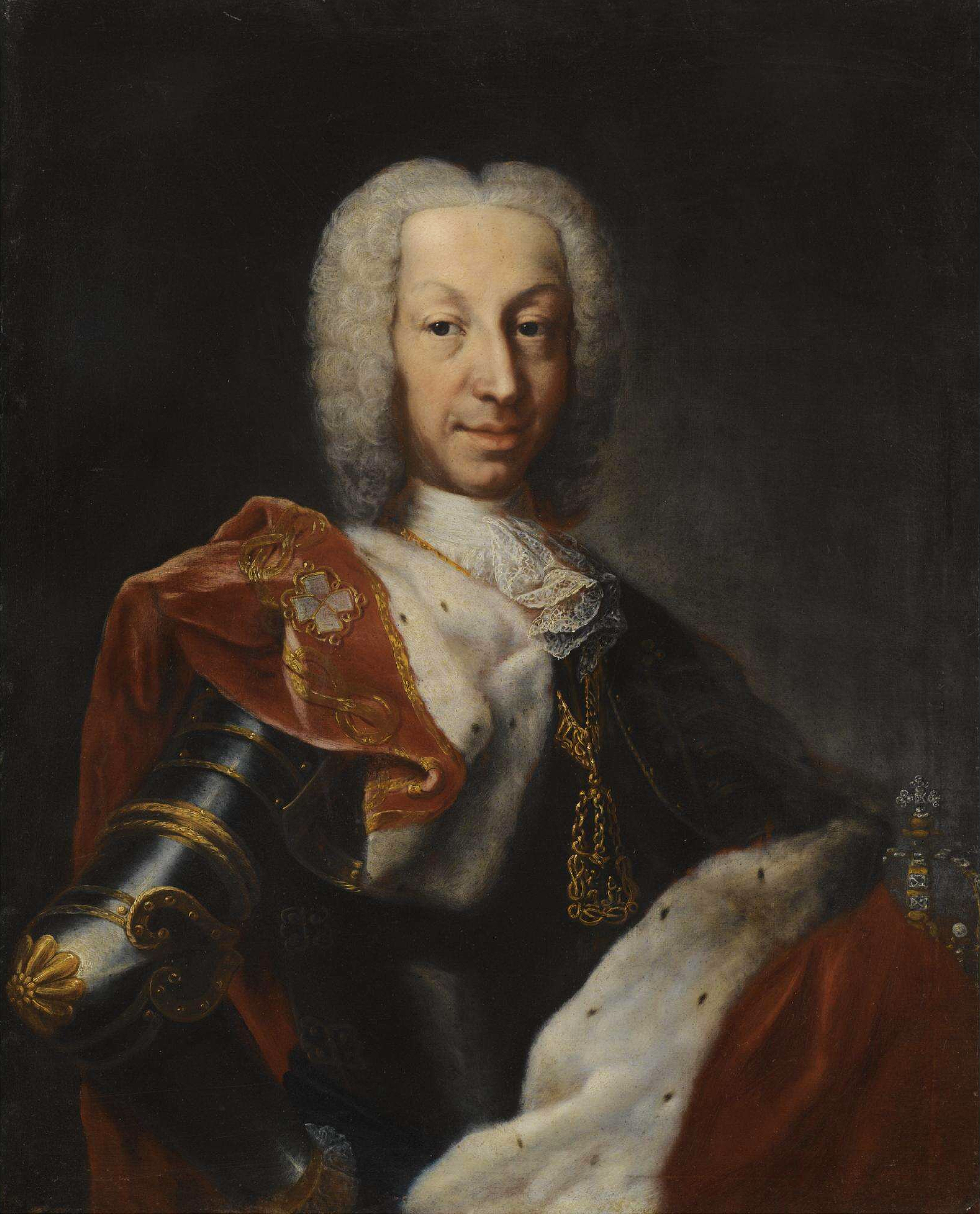
サルデーニャ国王カルロ・エマヌエーレ3世

1748年3月30日にエセックス海軍次官に任命され、翌年に在サルデーニャ特命全権公使に任命され、妻とともに1749年9月9日にトリノに到着した。
ロッチフォード伯爵は公使としてサルデーニャ王カルロ・エマヌエーレ3世の信任を得ており、1752年のアランフエス条約締結や七年戦争におけるサルデーニャの中立はロッチフォード伯爵の功績だったとされる。またサルデーニャ宮廷でイギリスのカントリー・ダンスが流行する理由にもなった。
公使在任中にイタリア諸国の宮廷を訪れ、1753年春にはローマに滞在した。翌年に一時帰国の許可を得て1754年4月26日にドーヴァーに上陸、9月5日にハリッジから出航してサルデーニャに戻った。その数か月後に在フランスイギリス大使の第2代アルベマール伯爵ウィリアム・ヴァン・ケッペルがパリで急死すると、ロッチフォード伯爵は召還され、1755年2月に15日間かけてトリノからバークリー・スクエアに戻った。

### 在スペイン大使と在フランス大使
1755年3月2日に宮廷に顔を出すと、宮内官に任命され、11日に枢密顧問官の就任宣誓を行った。同年4月26日には国王ジョージ2世の不在中に政務を担う摂政官（Lord Justice）の1人に任命された。また、1756年3月6日にエセックス統監に任命された。七年戦争期にはリチャード・リグビー（1757年から1761年までのアイルランド担当大臣）、第4代サンドウィッチ伯爵ジョン・モンタギュー（後に北部担当国務大臣、海軍大臣を歴任）、第2代バリントン子爵ウィリアム・バリントン（戦時大臣、財務大臣を歴任）、第4代ホルダーネス伯爵ロバート・ダーシー（南部担当国務大臣、北部担当国務大臣を歴任）など政界の要人との交友関係を得て政界への足掛かりとなった。
1760年にジョージ3世が即位したときも統監と枢密顧問官に留任した。1760年12月に寝室侍従を辞任するが、その代償として2,000ポンドの年金を与えられたが、辞任をすんなりと受け入れたためジョージ3世の信頼を勝ち取ったという。その後、1763年6月8日に在スペイン特命全権大使に任命され、同年12月6日にマドリードに到着した。1766年7月1日に在フランスイギリス大使に任命されたが、在スペイン大使としてスペインの政治を熟知していたため、その更迭はジョージ・グレンヴィルなどに反対されたという。在フランス大使の在任中にコルシカ危機（フランスによるコルシカ征服に伴うイギリス政界の危機）に直面、フランス政府に抗議するもののフランスによるコルシカ併合の阻止に失敗した。この失敗の理由について、第2代シェルバーン伯爵ウィリアム・ペティからの秘密指令に従った結果とする噂と、初代マンスフィールド男爵ウィリアム・マレーが「イギリスの内閣（グラフトン公爵内閣）が弱体で、コルシカのために戦争を起こすつもりはない」とパリでフランスの大臣に漏らしたためとする説があり、オックスフォード英国人名事典でも内閣の弱体を一因として挙げているほか、交渉における最も大事な時期に2週間も病に倒れたという不運もあったとしている。

### 国務大臣
いずれにしても、ロッチフォード伯爵はフランスがジブラルタル奇襲を計画していると内閣に報告し、1768年10月21日に首相の第3代グラフトン公爵オーガスタス・フィッツロイにより北部担当国務大臣に任命された（北部担当大臣だった第3代ウェイマス子爵トマス・シンは南部担当国務大臣に転じ、南部担当大臣だったシェルバーン伯爵は更迭された）。
1769年5月1日の閣議において、首相グラフトン公爵はタウンゼンド諸法で定められている北米植民地の関税の全廃を提案した。これに対し、財務大臣のノース卿フレデリック・ノースは本国が臆病であるという印象を与えないよう、茶に対する関税のみを残すべきという対案を提出、閣議で投票にかけられることとなった。そして、投票の結果はグラフトン公爵の案が1票差で否決されたが、この1票はロッチフォード伯爵が投じた反対票だった。グラフトン公爵が後年になって回想したところでは、この出来事がなければ、「アメリカの分離（独立）が避けられたかもしれない」という。
1770年末のフォークランド危機ではスペインの政治家との交渉の手腕を示し、イギリス側の要求を全て受け入れさせた。スペインは南部省の管轄であり、北部担当大臣だったロッチフォード伯爵が対スペイン交渉を担当した理由は当時の匿名作家ジュニアスの批判を受け入れたためだとされたが、ロッチフォード伯爵は結局1770年12月19日に正式に（南部担当大臣でありながら、対スペイン交渉に関わらなかったウェイマス子爵と官職を交換する形で）南部担当大臣に転じた。
ロシア帝国との関係では多額の援助金と引き換えに同盟締結ができそうであったが、ロッチフォード伯爵はロシアとの同盟にそれほどの価値がないとして却下した。オックスフォード英国人名事典によると、この決定は1770年時点では現実的であったが、アメリカ独立戦争が勃発する頃にイギリスの同盟国が1か国もない理由の1つになったという。さらに1772年の第一次ポーランド分割にあたり、ロッチフォード伯爵はロシアが名実ともに大国になったと考え、勢力均衡を保つためにフランスとの関係改善に動いたが、1772年のグスタフ3世のクーデターにより頓挫した。

### 晩年
1775年10月、北米植民地の情勢悪化によりグラフトン公爵（1770年に首相辞任、1771年に王璽尚書就任）とロッチフォード伯爵が辞任した。ロッチフォード伯爵は武力鎮圧ではなく、交渉によって北米植民地問題を解決しようとしたため、内閣で孤立するようになり、さらに自身の健康も悪化したための辞任だったとされる。翌年にはロッチフォード伯爵のアイルランド総督就任の噂が流れたが、結局辞任の代償として年金2,500ポンドを受け取ることとなり、さらに1776年1月11日に3,320ポンドに増額された。
その後、1775年から1777年までトリニティ・ハウス会長（Master of the Trinity House）を務め、1778年6月3日にガーター勲章を授与された。
1781年9月28日にセント・オシスで死去、同地で埋葬された。弟リチャード・サヴェージ（1780年没）の息子ウィリアム・ヘンリーが爵位を継承した。

## 人物・評価
ロッチフォード伯爵と同時代の匿名作家ジュニアスはグラフトン公爵内閣を激しく批判したが、ロッチフォード伯爵はジュニアスから賞賛された数少ない人物のうちの1人だった。
ホレス・ウォルポールの著作では酷評されたが、英国人名事典ではウォルポールの記述が「事実と合わない」（[...] nor does the character there given of the secretary seem to agree particularly well with the facts of his career）という。またウォルポールによると、ロッチフォード伯爵はセイヨウハコヤナギをイギリスに導入した人物だったという。一方、オックスフォード英国人名事典は1763年から1775年までイギリスの外交政策を主導した9人の国務大臣のうち、外交官出身の者はロッチフォード伯爵だけであり、1768年までに政策の不一致に陥ったイギリスの外交政策を立て直した人物として高く評価した。また、1771年以降スペインとの関係改善に動いたことでスペインのアメリカ独立戦争参戦を遅らせたとして評価した。
俳優デイヴィッド・ギャリックとは長年の友人であり、2人の文通からロッチフォード伯爵の演劇、音楽、ダンスに対する興味、そしてユーモアのセンスが窺えるという。また、在スペイン公使の在任中にフランスの劇作家カロン・ド・ボーマルシェと友人になり、その劇作をギャリックに推薦したという。

## 家族
1740年5月、ルーシー・ヤング（Lucy Young、1723年頃 – 1773年1月9日、エドワード・ヤングの娘）と結婚したが、2人の間に子供はいなかった。
アン・ラベ・ジョンストン（Anne Labbée Johnstone）との間で2人の庶子をもうけた。
- フレデリック・ナッソー（1770年頃 – 1845年7月2日） - キャサリン・ローズ（Catherine Rose、1857年11月4日没）と結婚、子供あり

マーサ・ハリソン（Martha Harrison）との間で1人の庶子をもうけた。
- マリア（Maria）